# Peter Ipatas
Le chef Sir Peter Ipatas, né le 31 juillet 1956, est un homme politique papou-néo-guinéen.

## Biographie

### Jeunesse et débuts
Issu du peuple taiyo des Hautes-Terres de Nouvelle-Guinée et fils d'un chauffeur de camion qui travaille sur la « route des Hautes Terres », l'unique route vers le reste du pays, il est scolarisé dans des écoles luthériennes. Il étudie les sciences durant deux ans à l'université de Papouasie-Nouvelle-Guinée, mais met fin à ses études en 1976, l'année qui suit l'indépendance du pays vis à vis de l'Australie, pour travailler dans le bureau de Tei Abal (en), le chef de l'opposition au Parlement national,. En 1978, à l'âge de 22 ans, il est élu conseiller municipal à Wabag,.

### Gouverneur d'Enga
Il se présente sans succès aux élections législatives de 1992 dans la circonscription couvrant l'ensemble de la province d'Enga, recueillant 10,3 % des suffrages. En 1995, les représentants des provinces au Parlement national deviennent gouverneurs de leurs provinces respectives, et le député Jeffery Balakau devient ainsi gouverneur d'Enga. En février 1996, Jeffery Balakau est destitué par la justice pour détournement de fonds publics, et le conseil provincial élit Peter Ipatas à sa succession par intérim ; il entre en fonction le 28 juin,,. Enga, province reculée et très sous-développée, est alors en proie à des violences inter-tribales endémiques, que la police tente de réprimer en usant de grande violence également. Peter Ipatas fournit de meilleurs équipements et financements à la police, et nomme un nouveau chef de police qui a déjà réussi à réduire les violences dans les provinces de Chimbu et des Hautes-Terres méridionales en renforçant les médiations au niveau des villages. Ce changement d'approche permet une nette réduction des violences à Kompiam (en), Laiagam (en), Kandep (en) et Porgera, districts d'Enga qui étaient particulièrement affectés.
Aux élections législatives de 1997, auxquelles il se présente comme candidat du Parti des ressources unies, les citoyens d'Enga le confirment au poste de gouverneur, lui accordant 26,7 % des voix, loin devant ses nombreux adversaires. Il devient ainsi par ailleurs le député de la province au Parlement national,. Sa première priorité est la mise en place d'une politique de gratuité de l'enseignement primaire, à laquelle il consacre une part importante du budget de la province ; il crée également une fondation pour aider à financer les écoles. Il instaure des politiques de transparence et de bonne gouvernance, et fait rénover les locaux des autorités publiques des districts pour consolider la participation à la démocratie locale,. Réélu gouverneur en 2002, en 2007, en 2012, en 2017 et en 2022,, il fait établir un Collège de formation des enseignants, et rénove et rouvre un Collège de formation des infirmiers, obtenant pour cela des financements du gouvernement national ainsi que de l'aide australienne au développement. Avec l'aide de l'Organisation mondiale de la santé, il lance avec succès un programme de vaccination des enfants de la province ; il obtient également un financement de la Banque asiatique de développement pour créer de petits centres médicaux à divers endroits reculés d'Enga. Au début des années 2020 il obtient une aide chinoise pour la construction d'une centrale hydro-électrique devant à terme fournir de l'électricité à travers l'ensemble de la province. En 2021, avec des fonds français, européens et du Programme des Nations unies pour le développement, il inaugure un programme d'aide financière aux petits agriculteurs pour soutenir l'agriculture commerciale durable adossée à un programme de protection de la biodiversité.
Avec sa réélection en 2022, Sir Peter Ipatas entame son sixième mandat parlementaire et est l'un des vétérans du Parlement, avec Sir John Pundari (sixième mandat également) et Sir Julius Chan (neuvième mandat).

### Distinctions
En novembre 2012, il est fait grand compagnon de l'ordre de Logohu pour services rendus à la communauté, notamment en matière d'éducation ; cela lui confère le titre de « chef ». Bien que la presse et même le site web du Parlement aient cru comprendre qu'il ait le titre de « grand chef », le bureau du gouverneur général précise que le titre de « grand chef » ne peut être détenu que par le gouverneur général (ex officio tant qu'il est en exercice, en tant que représentant du chef de l'ordre de Logohu, qui est la reine), et jamais plus d'« une autre personne vivante », en l'occurence Sir Michael Somare,. En juin 2015, Peter Ipatas est fait chevalier commandeur de l'ordre de l'Empire britannique par la reine de Papouasie-Nouvelle-Guinée, Élisabeth II, pour services distingués rendus à la communauté en matière de développement économique et social,,.